# 道 〜to you all
「道 〜to you all」（みち トゥー・ユー・オール）は、日本のバンドalütoのメジャーデビューシングル。2007年7月11日発売。発売元はソニー・ミュージックアソシエイテッドレコーズ。

## 解説
- インディーズ時代のシングル「道」のリメイク。ちなみに、インディーズでの「道」は、携帯着うたサイトでの1ヶ月限定無料ダウンロードで、8万件以上のダウンロード数を記録した。
- 「to you all」というシングルタイトルのサブメッセージは、バンド名（"al-u-to"＝逆から読むと"to-u-all"）に込められた意味である。
- シングルには、メンバー帆乃佳のソロバイオリンインバージョンも収録。

## 収録曲
全曲 作詞・作曲：藤田大吾　編曲：aluto・山口一久
1. 道 〜to you all　(4:48)
  - フジテレビ系さくらんぼテレビ2007年度『イメージソング』
  - テレビ東京系アニメ『NARUTO -ナルト- 疾風伝』エンディングテーマ（2007年7月5日 - 9月27日放送分）
  - 2009 別府大分毎日マラソン 番組イメージソング
2. 風とただ 前をみた　(5:03)
3. ハリボテ積木　(3:47)
4. 道 (violin version)　(4:09)